# Les Pages galantes de l'Arétin
Pour plus de détails, voir Fiche technique et Distribution.
Les Pages galantes de l'Arétin (Le notti peccaminose di Pietro l'Aretino) est un decamerotico italien réalisé par Manlio Scarpelli et sorti en 1972.

## Synopsis
La figure de Pierre l'Arétin ne joue aucun rôle dans ce film. En fait, le film raconte le parcours d'une courtisane qui incite sa fille à se prostituer parmi les classes aisées. Tout se passe dans une Rome orgiaque et décadente. 

## Fiche technique
- Titre français : Les Pages galantes de l'Arétin ou Les Pages galantes et scandaleuses ou La Grosse Gauloise ou Les Vénus perverses[1]
- Titre original italien : Le notti peccaminose di Pietro l'Aretino[2]
- Réalisateur : Manlio Scarpelli
- Scénario : Manlio Scarpelli, Marcello Coscia
- Photographie : Aristide Massaccesi
- Montage : Mauro Bonanni (it)
- Musique : Gianfranco Plenizio (it)
- Décors : Luchino Oltrona Visconti
- Costumes : Oscar Capponi
- Production : Lucio Giuliani, Tiziano Longo
- Société de production : Cineproduzione PEG
- Pays de production :  Italie
- Langue originale : italien
- Format : Couleurs
- Durée : 98 minutes
- Genre : Decamerotico
- Dates de sortie :
  - Italie : 4 août 1972
  - France : 10 juillet 1974
  - Belgique : 13 décembre 1974 (Namur)
- Interdit aux moins de 16 ans

## Distribution
- Adriana Asti : Nana
- Franco Fragalà : Giannetto
- Elena Veronese : Prudenza
- Melù Valente : Angelica
- Piero Vida : Cuor Contento
- Luciana Turina : Sorcière
- Giacomo Rizzo : Polonius
- Renato Pinciroli : l'invocateur de Satanasso
- Lucia Modugno : Margherita
- Renzo Rinaldi :
- Gianni Musy : peintre
- Belinda Bron : Giulia
- Giuseppe Alotta : un moine
- Salvatore Baccaro : Satanasso
- Tiberio Murgia :
- Carla Mancini : une religieuse
- Ennio Antonelli
- Pasquale Fasciano : bourreau
- Ignazio Leone : un aveugle
- Franca Scagnetti

## Production
Le film a été tourné à Fabriano : Palazzo Moscatelli, Teatro Gentile (it), et à Arpino (Province de Frosinone) dans la localité de Civitavecchia. 